# Martabanbukten
Martabanbukten är en bukt i Myanmar. Den ligger i den södra delen av landet, 400 km söder om huvudstaden Naypyidaw.